# Campeonato Europeu de Atletismo Sub-23 de 2003
O Campeonato Europeu de Atletismo Sub-23 de 2003 foi a 4ª edição do campeonato, organizado pela Associação Europeia de Atletismo (AEA) em Bydgoszcz, na Polônia, entre 17 e 20 de julho de 2003. Foram disputadas 44 provas no campeonato, no qual participaram 815 atletas de 46 nacionalidades. 

## Resultados
Esses foram os resultados do campeonato. 
Masculino
| Evento                       | Ouro                                                                            | Ouro     | Prata                                                                                  | Prata    | Bronze                                                                                     | Bronze   |
| ---------------------------- | ------------------------------------------------------------------------------- | -------- | -------------------------------------------------------------------------------------- | -------- | ------------------------------------------------------------------------------------------ | -------- |
| 100 m                        | Ronald Pognon França                                                            | 10.19    | Argo Golberg · Estónia                                                                 | 10.28    | Fabrice Calligny França                                                                    | 10.34    |
| 200 m                        | Chris Lambert · Grã-Bretanha                                                    | 20.34    | Marcin Jędrusiński · Polónia                                                           | 20.39    | Johan Wissman · Suécia                                                                     | 20.43    |
| 400 m                        | Leslie Djhone França                                                            | 45.04    | Timothy Benjamin · Grã-Bretanha                                                        | 45.86    | Rafał Wieruszewski · Polónia                                                               | 45.87    |
| 800 m                        | René Herms · Alemanha                                                           | 1:46.26  | Florent Lacasse França                                                                 | 1:46.47  | Manuel Olmedo · Espanha                                                                    | 1:46.83  |
| 1.500 m                      | Mounir Yemmouni França                                                          | 3:44.02  | Xavier Areny · Espanha                                                                 | 3:44.65  | Lorenzo Perrone · Itália                                                                   | 3:45.05  |
| 5.000 m                      | Christopher Thompson · Grã-Bretanha                                             | 13:58.62 | Mo Farah · Grã-Bretanha                                                                | 13:58.88 | Robert Connolly · Irlanda                                                                  | 14:03.75 |
| 10.000 m                     | Ioannis Kanelopoulos · Grécia                                                   | 29:00.78 | Vasyl Matviychuk · Ucrânia                                                             | 29:01.29 | Paweł Ochal · Polónia                                                                      | 29:17.41 |
| 110 m com barreiras          | Ladji Doucouré França                                                           | 13.25    | Philip Nossmy · Suécia                                                                 | 13.50    | Gregory Sedoc · Países Baixos                                                              | 13.55    |
| 400 m com barreiras          | Marek Plawgo · Polónia                                                          | 48.45    | Christian Duma · Alemanha                                                              | 49.53    | Thomas Kortbeek · Países Baixos                                                            | 49.68    |
| 3.000 m com obstáculo        | Martin Pröll · Áustria                                                          | 8:25.86  | Radosław Popławski · Polónia                                                           | 8:27.95  | Jukka Keskisalo · Finlândia                                                                | 8:28.53  |
| 20 km marcha atlética        | Benjamin Kuciński · Polónia                                                     | 1:22:07  | Sergey Lystsov · Rússia                                                                | 1:24:04  | Andrey Talashko · Bielorrússia                                                             | 1:24:28  |
| Revezamento 4 x 100 metros   | Grã-Bretanha · Tyrone Edgar · Chris Lambert · Darren Chin · Dwayne Grant        | 39.31    | França Daniel Adolia Fabrice Calligny David Socrier Leslie Dhjone                      | 39.38    | Bélgica · Pieter-Jan Vereecke · François Gourmet · Kristof Beyens · Xavier de Baerdemacker | 39.54    |
| Revezamento 4 x 400 metros   | Polónia · Rafał Wieruszewski · Kacper Skalski · Daniel Dąbrowski · Marek Plawgo | 3:03.32  | Alemanha · Sebastian Gatzka · Christian Duma · Steffen Staffelmaier · Bastian Swillims | 3:03.36  | Rússia · Roman Matveyev · Dmitriy Petrov · Aleksandr Borshchenko · Andrey Polukeyev        | 3:04.18  |
| Salto em altura              | Aleksander Waleriańczyk · Polónia                                               | 2.36     | Andrey Tereshin · Rússia                                                               | 2.27     | Wojciech Borysiewicz · Polónia                                                             | 2.27     |
| Salto com vara               | Oleksandr Korchmid · Ucrânia                                                    | 5.50     | Marvin Osei-Tutu · Alemanha                                                            | 5.50     | Maksym Mazuryk · Ucrânia                                                                   | 5.45     |
| Salto em distância           | Louis Tsatoumas · Grécia                                                        | 8.24     | Volodymyr Zyuskov · Ucrânia                                                            | 8.22     | Danut Simion · Roménia                                                                     | 8.09     |
| Salto triplo                 | Dmitrij Valukevic · Bielorrússia                                                | 17.57    | Marian Oprea · Roménia                                                                 | 17.28    | Rudolf Helpling · Alemanha                                                                 | 16.66    |
| Arremesso de peso (6 kg)     | Pavel Lyzhyn · Bielorrússia                                                     | 20.43    | Pavel Sofin · Rússia                                                                   | 20.33    | Rutger Smith · Países Baixos                                                               | 20.18    |
| Arremesso de disco (1,75 kg) | Rutger Smith · Países Baixos                                                    | 59.90    | Dmitriy Sivakov · Bielorrússia                                                         | 58.00    | Bogdan Pishchalnikov · Rússia                                                              | 56.88    |
| Arremesso de martelo (6 kg)  | Krisztián Pars · Hungria                                                        | 77.25    | Eşref Apak · Turquia                                                                   | 76.52    | Aleksandr Vashchyla · Bielorrússia                                                         | 71.91    |
| Lançamento de dardo          | Alexandr Ivanov · Rússia                                                        | 82.59    | Igor Janik · Polónia                                                                   | 82.54    | Tero Pitkämäki · Finlândia                                                                 | 78.84    |
| Decatlo                      | André Niklaus · Alemanha                                                        | 7983     | Indrek Turi · Estónia                                                                  | 7864     | Atis Vaisjuns · Letónia                                                                    | 7681     |

Feminino
| Evento                       | Ouro                                                                           | Ouro     | Prata                                                                         | Prata    | Bronze                                                                     | Bronze   |
| ---------------------------- | ------------------------------------------------------------------------------ | -------- | ----------------------------------------------------------------------------- | -------- | -------------------------------------------------------------------------- | -------- |
| 100 m                        | Georgia Kokloni · Grécia                                                       | 11.33    | Daria Onyśko · Polónia                                                        | 11.46    | Aksana Drahun · Bielorrússia                                               | 11.48    |
| 200 m                        | Maryna Maydanova · Ucrânia                                                     | 22.82    | Maja Nose · Eslovênia                                                         | 23.09    | Dorota Dydo · Polónia                                                      | 23.34    |
| 400 m                        | Helen Karagounis · Grã-Bretanha                                                | 51.78    | Solene Désert França                                                          | 52.05    | Tatyana Firova · Rússia                                                    | 52.14    |
| 800 m                        | Rebecca Lyne · Grã-Bretanha                                                    | 2:04.66  | Lucia Klocová · Eslováquia                                                    | 2:05.02  | Esther Desviat · Espanha                                                   | 2:05.38  |
| 1.500 m [nota1]              | Olesya Chumakova · Rússia                                                      | 4:11.75  | Lisa Dobriskey · Reino Unido                                                  | 4:12.95  | Ingvill Måkestad · Noruega                                                 | 4:13.58  |
| 5.000 m                      | Elvan Abeylegesse · Turquia                                                    | 15:16.79 | Tatyana Petrova · Rússia                                                      | 16:02.79 | Sonia Bejarano · Espanha                                                   | 16:17.81 |
| 10.000 m                     | Krisztina Papp · Hungria                                                       | 33:23.02 | Valentina Levushkina · Rússia                                                 | 33:28.73 | Louise Damen · Grã-Bretanha                                                | 33:29.82 |
| 100 m com barreiras          | Susanna Kallur · Suécia                                                        | 12.88    | Nadine Hentschke · Alemanha                                                   | 12.89    | Mariya Koroteyeva · Rússia                                                 | 12.95    |
| 400 m com barreiras          | Oksana Gulumyan · Rússia                                                       | 56.23    | Irena Zauna · Letónia                                                         | 56.47    | Maria Rus · Roménia                                                        | 57.01    |
| 3.000 m com obstáculo        | Lyubov Ivanova · Rússia                                                        | 9:41.16  | Michaela Mannová · Chéquia                                                    | 9:42.01  | Sigrid Vanden Bempt · Bélgica                                              | 9:42.04  |
| 20 km marcha atlética        | Athanasia Tsoumeleka · Grécia                                                  | 1:33:55  | Vera Santos · Portugal                                                        | 1:35:18  | Sabine Zimmer · Alemanha                                                   | 1:35:56  |
| Revezamento 4 x 100 metros   | Ucrânia · Nataliya Pyhyda · Iryna Shepetyuk · Olena Chebanu · Maryna Maydanova | 44.29    | Polónia · Anna Radoszewska · Daria Onyśko · Dorota Dydo · Małgorzata Fleiszar | 44.51    | Alemanha · Tanja Kuckelkorn · Lisa Schorr · Katja Wakan · Nadine Hentschke | 44.59    |
| Revezamento 4 x 400 metros   | Rússia · Yuliya Gushchina · Natalya Ivanova · Oksana Gulumyan · Tatyana Firova | 3:29.25  | Grã-Bretanha · Jenny Meadows · Danielle Halsall · Kim Wall · Helen Karagounis | 3:30.44  | Alemanha · Eillen Müller · Katharina Gröb · Tina Kron · Claudia Hoffmann   | 3:33.59  |
| Salto em altura              | Blanka Vlašić · Croácia                                                        | 1.98     | Yelena Slesarenko · Rússia                                                    | 1.96     | Anna Ksok · Polónia                                                        | 1.92     |
| Salto com vara               | Yelena Isinbayeva · Rússia                                                     | 4.65     | Vanessa Boslak França                                                         | 4.40     | Anna Rogowska · Polónia                                                    | 4.35     |
| Salto em distância           | Carolina Klüft · Suécia                                                        | 6.86     | Irina Simagina · Rússia                                                       | 6.70     | Ineta Radēviča · Letónia                                                   | 6.70     |
| Salto triplo                 | Viktoriya Gurova · Rússia                                                      | 14.37    | Simona La Mantia · Itália                                                     | 14.31    | Ineta Radēviča · Letónia                                                   | 14.04    |
| Arremesso de peso (6 kg)     | Natalia Khoroneko · Bielorrússia                                               | 17.66    | Kathleen Kluge · Alemanha                                                     | 17.09    | Filiz Kadoğan · Turquia                                                    | 16.72    |
| Arremesso de disco (1,75 kg) | Natalya Fokina · Ucrânia                                                       | 59.30    | Jana Tucholke · Alemanha                                                      | 58.24    | Olga Chernogorova · Bielorrússia                                           | 56.57    |
| Arremesso de martelo (6 kg)  | Kamila Skolimowska · Polónia                                                   | 71.38    | Aksana Miankova · Bielorrússia                                                | 67.58    | Gulfiya Khanafeyeva · Rússia                                               | 66.98    |
| Lançamento de dardo          | Jarmila Klimešová · Chéquia                                                    | 60.54    | Irina Kharun · Ucrânia                                                        | 58.28    | Mariya Yakovenko · Rússia                                                  | 57.52    |
| Heptatlo                     | Jennifer Oeser · Alemanha                                                      | 5901     | Yvonne Wisse · Países Baixos                                                  | 5895     | Vasiliki Delinikola · Grécia                                               | 5863     |

- nota1 : No evento de 1500 metros, Rasa Drazdauskaitė da Lituânia classificou-se inicialmente em 2º (4: 12.16), mas foi desclassificado por infringir as regras de doping da IAAF. [4]

## Quadro de medalhas
| Ordem | País          | Medalha de ouro | Medalha de prata | Medalha de bronze | Total |
| ----- | ------------- | --------------- | ---------------- | ----------------- | ----- |
| 1     | Rússia        | 7               | 7                | 6                 | 20    |
| 2     | Polónia       | 5               | 5                | 6                 | 16    |
| 3     | Grã-Bretanha  | 5               | 4                | 1                 | 10    |
| 4     | França        | 4               | 4                | 1                 | 9     |
| 5     | Ucrânia       | 4               | 3                | 1                 | 8     |
| 6     | Grécia        | 4               | 0                | 1                 | 5     |
| 7     | Alemanha      | 3               | 6                | 4                 | 13    |
| 8     | Bielorrússia  | 3               | 2                | 4                 | 9     |
| 9     | Suécia        | 2               | 1                | 1                 | 4     |
| 10    | Hungria       | 2               | 0                | 0                 | 2     |
| 11    | Países Baixos | 1               | 1                | 3                 | 5     |
| 12    | Turquia       | 1               | 1                | 1                 | 3     |
| 13    | Chéquia       | 1               | 1                | 0                 | 2     |
| 14    | Áustria       | 1               | 0                | 0                 | 1     |
| 14    | Croácia       | 1               | 0                | 0                 | 1     |
| 16    | Estónia       | 0               | 2                | 0                 | 2     |
| 17    | Letónia       | 0               | 1                | 3                 | 4     |
| 17    | Espanha       | 0               | 1                | 3                 | 4     |
| 19    | Roménia       | 0               | 1                | 2                 | 3     |
| 20    | Itália        | 0               | 1                | 1                 | 2     |
| 21    | Portugal      | 0               | 1                | 0                 | 1     |
| 21    | Eslováquia    | 0               | 1                | 0                 | 1     |
| 21    | Eslovênia     | 0               | 1                | 0                 | 1     |
| 24    | Bélgica       | 0               | 0                | 2                 | 2     |
| 24    | Finlândia     | 0               | 0                | 2                 | 2     |
| 26    | Irlanda       | 0               | 0                | 1                 | 1     |
| 26    | Noruega       | 0               | 0                | 1                 | 1     |
| 27    | Total         | 44              | 44               | 44                | 132   |

## Participantes por nacionalidade
Um total de 816 atletas de 46 países participaram do campeonato.
- Albânia (3)
- Arménia (1)
- Áustria (5)
- Azerbaijão (2)
- Bielorrússia (44)
- Bélgica (23)
- Bósnia e Herzegovina (1)
- Bulgária (5)
- Croácia (12)
- Chipre (5)
- Chéquia (23)
- Dinamarca (3)
- Estónia (17)
- Finlândia (33)
- França (61)
- Geórgia (1)
- Alemanha (62)
- Grã-Bretanha (53)
- Grécia (27)
- Hungria (22)
- Islândia (2)
- Irlanda (18)
- Israel (4)
- Itália (34)
- Letónia (14)
- Liechtenstein (1)
- Lituânia (12)
- Luxemburgo (1)
- Macedónia do Norte (2)
- Malta (2)
- Moldávia (5)
- Países Baixos (18)
- Noruega (8)
- Polónia (68)
- Portugal (11)
- Roménia (18)
- Rússia (48)
- San Marino (2)
- Sérvia e Montenegro (5)
- Eslováquia (10)
- Eslovénia (6)
- Espanha (41)
- Suécia (28)
- Suíça (13)
- Turquia (6)
- Ucrânia (35)